# 起承転結殺人事件
『起承転結殺人事件』（きしょうてんけつさつじんじけん）は、日本の小説家赤川次郎によって1984年に発表された大貫警部シリーズの推理小説短編集である。向井直子が初登場する作品。

## あらすじ
中華料理店で立てこもり事件が発生する。人質の解放を条件に警察官を一人来させろと要求した犯人に応えて、大貫警部は井上刑事を送り込んだ。だが犯人は、事故で沈んだ遊覧船の元船長で、遊覧船が沈んだ事故の真相を調べてくれと頼んできたのだった。その後、事故が起こった地域の有力者が4人殺される。

## 収録作品
- 起承転結殺人事件（『小説現代』1982年1月号）
- 満員御礼殺人事件（『小説現代』1982年3月号）
- 四苦八苦殺人事件（『小説現代』1983年1月号）

## 主な登場人物
- 大貫警部 - 警視庁きっての迷惑男
- 井上安弘 - 大貫警部の部下
- 向井直子 - 事故を起こした遊覧船船長の娘。父の無実を信じ、捜査に協力する。「満員御礼殺人事件」で再登場し、以後レギュラーとなる。